# Odoiporosaurus teruzzii
L'odoiporosauro (Odoiporosaurus teruzzii) è un rettile estinto, appartenente ai saurotterigi. Visse nel Triassico medio (Anisico, circa 244 milioni di anni fa) e i suoi resti fossili sono stati ritrovati in Italia, nel ben noto giacimento di Besano.

## Descrizione
Questo animale è noto per un esemplare incompleto, che fa supporre una lunghezza per l'intero animale inferiore al metro. Odoiporosaurus era molto simile ad altri rettili di piccole dimensioni rinvenuti nel giacimento di Besano, come Serpianosaurus e Neusticosaurus. Questi animali, raggruppati nel clade dei pachipleurosauri, possedevano un cranio pressoché triangolare se visto dall'alto, con grandi orbite e narici relativamente arretrate. Odoiporosaurus differiva dagli altri animali simili nella forma dell'ulna, particolarmente espansa e appiattita lateralmente nella zona prossimale, e per l'assenza del forame otturatore nel pube. Altre caratteristiche che lo distinguevano da Serpianosaurus erano date dalla forma del cranio, molto più corto in Odoiporosaurus, e dalla forma della finestra temporale (più ampia in Odoiporosaurus), così come dalle ossa frontali notevolmente ornamentate e nei denti spatolati ampi nella mascella e nell'osso dentale. La regione temporale era larga, al contrario dei pachipleurosauri tedeschi del gruppo Anarosaurus / Dactylosaurus.

## Classificazione
Odoiporosaurus teruzzii è stato descritto per la prima volta nel 2014, sulla base di un fossile incompleto rinvenuto a Besano, in provincia di Varese. L'esemplare proviene dalla parte mediana della formazione di Besano, ed è probabile che risalga all'Anisico medio, rendendolo il più antico pachipleurosauro di Besano (più antico anche di Serpianosaurus dell'Anisico superiore). 

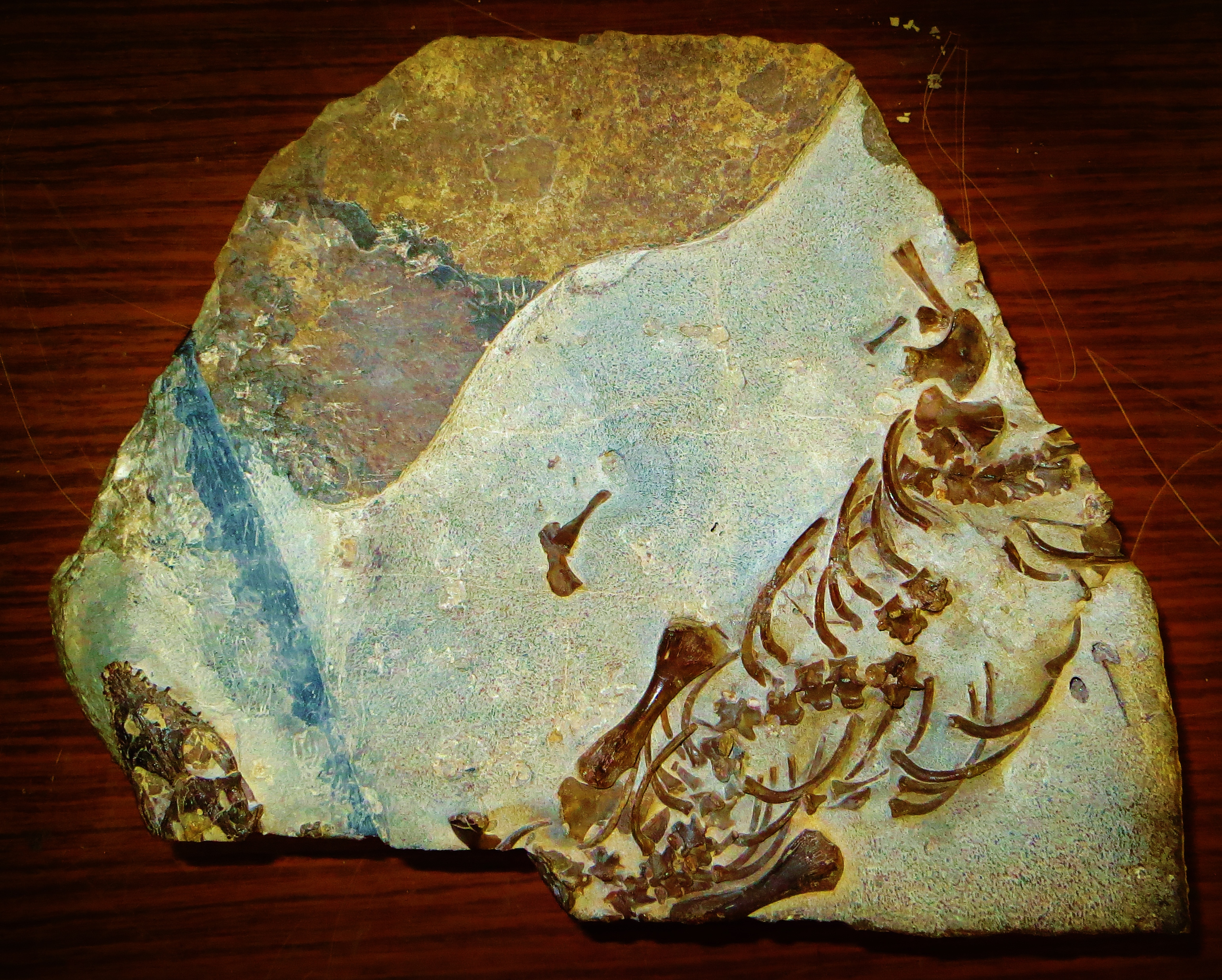
Fossile di Odoiporosaurus teruzzii

L'esemplare manca di collo, coda, gran parte dei cinti pettorale e pelvico e parte delle zampe, ma è comunque possibile stabilire alcuni caratteri che differenziano Odoiporosaurus dagli altri pachipleurosauri del giacimento. Un'analisi cladistica indica che Odoiporosaurus era ancestrale rispetto al gruppo rappresentato da Serpianosaurus e Neusticosaurus; probabilmente si era evoluto dal gruppo Anarosaurus / Dactylosaurus, del Triassico medio del bacino germanico.

## Paleobiogeografia
La scoperta di Odoiporosaurus rafforza l'ipotesi che i pachipleurosauri del clade Anarosaurus / Dactylosaurus invasero il bacino germanico dalla Paleotetide orientale, si diversificarono durante l'Anisico ed entrarono i bacini dell'area delle Alpi meridionali. In seguito, durante la fine dell'Anisico e l'inizio del Ladinico, i bacini delle Alpi lombarde agirono come un centro di speciazione, dando origine al clade Serpianosaurus / Neusticosaurus. Questi ultimi, infine, invasero nuovamente il bacino germanico.

## Significato del nome
Il nome generico Odoiporosaurus significa "lucertola viaggiatrice", con riferimento alle probabili migrazioni di questo animale dal bacino germanico alle Alpi meridionali. L'epiteto specifico, teruzzii, è in onore di Giorgio Teruzzi, curatore della sezione di paleontologia del Museo di Storia Naturale di Milano, dove sono conservati i fossili di Odoiporosaurus.